# Sympiesis festiva
Sympiesis festiva är en stekelart som beskrevs av Storozheva 1981. Sympiesis festiva ingår i släktet Sympiesis och familjen finglanssteklar. Inga underarter finns listade i Catalogue of Life.